# Château de Methven
Pour les articles homonymes, voir Methven (homonymie).
Le château de Methven est une maison privée du XVIIe siècle située à l'est de Methven, à Perth et Kinross, en Écosse.

## Histoire
Les terres de Methven appartiennent à la famille Mowbray depuis le XIIe siècle. Les Mowbray soutiennent la revendication de Jean Balliol contre Robert Bruce, et à la victoire de ce dernier, Methven est confisqué par la couronne et donné à Walter Stewart, le gendre de Bruce. Son descendant, Walter Stewart, comte d'Atholl, est privé des terres à la suite de son implication dans un complot visant à tuer le roi Jacques Ier. Le château subit un siège en 1444 et le roi Jacques II y passe en 1450. Le roi Jacques IV s'y est rendu plusieurs fois dans les années 1490.
Le château de Methven est donné à Margaret Tudor (1489-1541), reine de Jacques IV, roi d'Écosse et fille d'Henri VII d'Angleterre, le 29 mai 1503 dans le cadre de son cadeau de mariage. Elle vit à Methven après son troisième mariage avec Henry Stewart, 1er Lord Methven, en 1528. Margaret Tudor y meurt le 18 octobre 1541. Après la mort sans héritier du troisième Lord Methven en 1584, le roi Jacques VI donne Methven à son favori, le duc de Lennox. En 1664, le domaine est acheté par Patrick Smythe de Braco.
Le bâtiment actuel date de 1664 et est conçu et construit par l'architecte-maçon John Mylne. Il peut incorporer des travaux plus anciens, dont la paroi centrale de la colonne vertébrale. Un premier plan pour Methven par Patrick Smythe montre un plan avec des similitudes avec le château de Pitreavie près de Dunfermline. L'architecte James Smith est peut-être impliqué dans le projet.
La famille Smythe reste en possession tout au long des XVIIIe et XIXe siècles, faisant des ajouts au château et au terrain. En 1923, le château est vendu et change plusieurs fois de mains jusqu'en 1984, date à laquelle les travaux de restauration commencent. L'aile est a été démolie, à la suite de l'aile ouest abattue dans les années 1950, ne laissant que la maison du XVIIe siècle, qui est dotée d'un nouveau toit. Le château appartient actuellement à David Murdoch et est un bâtiment classé de catégorie A.

## Architecture
Il comprend un bloc principal carré de quatre étages, avec des tours circulaires étroites à chaque coin. Ceux-ci ont des toits en forme d'ogive, et l'ensemble du bâtiment est harled. La façade nord présente une paire de pignons à redans, reliés par une balustrade. Une aile est d'abord ajoutée, puis une extension ouest avec une baie vitrée, construite vers 1815, probablement par James Gillespie Graham. Graham produit des plans pour reconstruire toute la structure, mais cela n'a jamais été réalisé. Le bâtiment a également une tour de l'horloge, mais celle-ci est démolie vers 1965. À l'intérieur, le bâtiment est remodelé en 1800 et il ne reste qu'un escalier des intérieurs d'origine.

## Terrains
Un parc est aménagé autour du château dès la fin du XVIIIe siècle. David Smythe, Lord Methven plante de nombreuses forêts et un jardin clos est construit en 1796. En 1830, un pinetum, un arboretum composé de conifères, est créé et est considéré comme le premier en Écosse. Le fils de David, William, continue à agrandir le domaine et construit des serres. Bien que les bois aient continué à être gérés jusqu'au XXe siècle, les jardins sont négligés et de nombreux arbres sont abattus, dont une grande partie du pinetum, dans les années 1950. En 1883, on pense que cet arbre a déjà 400 ans. Les parcs et jardins sont répertoriés dans l'inventaire des jardins et des paysages conçus en Écosse, la liste nationale des jardins importants.